# Spodoptera antipodea
Spodoptera antipodea là một loài bướm đêm trong họ Noctuidae.